# Cratere Esther
Esther  è un cratere sulla superficie di Venere.